# Impératif (grammaire)
Pour les articles homonymes, voir Impératif.
En grammaire, l’impératif est l'un des différents modes grammaticaux
(avec l'indicatif, le conditionnel, le subjonctif, etc.).

Ce mode exprime une injonction.

## Utilisation
L'impératif est un mode grammatical exprimant une injonction.  
Cette injonction peut réaliser : 
- un ordre ou une commande (exemples 1, 2) ;
- une requête ou une demande (exemples 3, 4) ;
- une exigence ou une supplication (exemple 5, 6)(exemples 7, 8, 9) ;
- un conseil (exemple 10) ;
- une instruction (exemple 11);
- un souhait, une bénédiction ou une malédiction (exemples 12, 13) ;
- une prière (exemple 14) ;
- une permission (exemples 15, 16).

Combiné avec une négation, l'impératif permet entre autres d'exprimer :
- une interdiction (exemple 17) ;

mais pas nécessairement : ainsi, il peut simplement exprimer : 

- un conseil (exemple 18).

- Si vous ne connaissez pas le sujet, laissez ce bandeau (vous pouvez alors contacter les auteurs).
- Si vous supprimez le contenu mis en cause (vous pouvez préalablement contacter les auteurs),

argumentez précisément cette suppression dans la page de discussion
(un manque de référence n'est pas un argument ; une recherche réelle de référence doit avoir été effectuée, être formellement documentée).
1. Mange ton sandwich avec choco !
2. Bouclez-la !
3. Gilbert, passe-moi le sel, s'il te plaît !
4. Prête-moi cinq euros !
5. Laissez-moi !
6. Conduisez-moi au Consulat Terrien !
7. Passe à la maison un de ces quatre !
8. Reprends donc une part de tarte !
9. Moulons le café !
10. Prends une aspirine et essaie de te reposer un peu !
11. Tournez à gauche au feu, puis continuez tout droit sur 50 mètres !
12. Passe une bonne journée !
13. Va au diable !
14. Pardonne-nous nos offenses !
15. Fume si tu as envie !
16. D'accord, vas-y, à ton match de foot !
17. Ne touche à rien !
18. Ne touche pas mon crayon !

Ces catégories ne sont ni exclusives ni étanches.
Elles caractérisent d'un point de vue pragmatique et social les divers types d'actes de langage qu'un impératif peut réaliser. 
Dans les faits, certains énoncés à l'impératif restent sous-spécifiés au regard de l'inventaire de catégories donné ci-dessus.
Il est important de noter que, lorsqu'un verbe à l'infinitif possède la terminaison «er», celui-ci ne doit pas prendre de «s» en fin de mot lorsqu'il est conjugué à l'impératif. Par exemple, le verbe «manger», verbe se terminant par «er», ne devra pas prendre de «s» lorsque conjugué à l'impératif.

## Conjugaison dans les langues indo-européennes
L'impératif est un mode très largement attesté en indo-européen, le plus souvent sur la forme du radical nu.
| mode impératif, voix active | mode impératif, voix active | mode impératif, voix active | mode impératif, voix active | mode impératif, voix active | mode impératif, voix active |
| --------------------------- | --------------------------- | --------------------------- | --------------------------- | --------------------------- | --------------------------- |
| tiroir verbal français      | personne                    | aimer                       | ămāre                       | personne                    | tiroir verbal latin         |
| futur                       |                             | —                           | ămātō                       | 2e, s.                      | futur                       |
| futur                       | —                           | 3e, s.                      | ămātō                       |                             | futur                       |
| futur                       | —                           | ămātōte                     | 2e, pl.                     |                             | futur                       |
| futur                       | —                           | ămāntō                      | 3e, pl.                     |                             | futur                       |
| présent                     | 2e, s.                      | aime                        | ămā                         | 2e, s.                      | présent                     |
| présent                     | 1re, pl.                    | aimons                      | —                           | 1re, pl.                    | présent                     |
| présent                     | 2e, pl.                     | aimez                       | ămāte                       | 2e, pl.                     | présent                     |
| passé composé               | 2e, s.                      | aie aimé                    | —                           |                             | parfait                     |
| passé composé               | 1re, pl.                    | ayons aimé                  | —                           |                             | parfait                     |
| passé composé               | 2e, pl.                     | ayez aimé                   | —                           |                             | parfait                     |
| passé surcomposé            | 2e, s.                      | aie eu aimé                 | —                           |                             | parfait                     |
| passé surcomposé            | 1re, pl.                    | ayons eu aimé               | —                           |                             | parfait                     |
| passé surcomposé            | 2e, pl.                     | ayez eu aimé                | —                           |                             | parfait                     |

### Anglais
En anglais, on utilise l'infinitif nu pour exprimer l'impératif, en enlevant la particule « to » qui précède normalement le radical. La seule forme infléchie de l'impératif est à la deuxième personne du singulier, sauf le verbe « to be » (être), réalisé à l'impératif par « be » (au lieu de la forme de l'indicatif, « are »). 
Les autres formes en français (les première et deuxième personnes du pluriel) n'existent pas comme les formes infléchies. Plutôt, pour la première personne du pluriel, l'expression « let's » (contraction de « let us ») précède le verbe, et cela implique la présence d'au moins une autre personne. La deuxième personne n'existe pas comme une forme distincte ; on utilise la même forme qu'au singulier, parce que l'anglais moderne ne distingue pas entre les deuxièmes personnes singulier et pluriel. 
- Come here! (Viens / Venez !)
- Be back by tonight. (Reviens / Revenez ce soir.)
- Let's go! (Allons-y !)

### Français
À l'impératif, en français, il n'y a que le présent et le passé, à la deuxième personne du singulier et aux première et deuxième personnes du pluriel. Le sujet pronominal n'apparaît normalement pas. 
La forme passée est composée et a un seul usage : ordonner que quelque chose soit effectué avant une certaine date. Il est peu employé et l'impératif présent couplé avec un complément circonstanciel de temps permet de rendre la même information, infirmant l'utilité même de ce temps (ou confirme son utilité de ne pas alourdir une phrase avec un complément circonstanciel de temps). L'impératif passé ne visant pas vraiment au passé mais au futur, on l'appelle parfois impératif futur antérieur.
- Aie écrit ce rapport demain.
- Soyez partis à midi.
- Ayons fini les devoirs à 7 h.